# Xiphophorus hellerii
El pez cola de espada o portaespada (Xiphophorus hellerii) es una especie de peces de la familia de los poecílidos en el orden de los ciprinodontiformes.

## Distribución geográfica
Ríos y arroyos de corrientes suaves y aguas cristalinas de Centroamérica, desde el Estado de Veracruz (México) hasta el noroeste de Honduras y Guatemala. Introducido en Sudáfrica (KwaZulu-Natal, Transvaal y Namibia).

## Morfología
Cuerpo alargado y medianamente robusto, con la boca levemente orientada hacia arriba, lo cual nos indica que se alimenta de la superficie. Buen nadador. Posee una aleta caudal cuyos radios inferiores se proyectan hacia atrás, dándole así una cola con forma de espada, de ahí su nombre común. Las especies salvajes son de color verdoso con una franja amarillo - verdosa que atraviesa todo el largo de su cuerpo, desde el morro hasta la aleta caudal. Esto nada tiene que ver con el Portaespada que vemos en los acuarios, dado que durante muchos años se han producido interminables cruzas incluso con Platys. Los machos pueden alcanzar los 14 cm de longitud total y las hembras los 16 cm.

## Alimentación
Pez omnívoro. Acepta todo tipo de alimento en hojuelas de los que se venden en comercios del ramo, y por supuesto alimento vivo, como daphnias, artemia salina adulta, larvas de mosquitos, tubifex, etc. También habrá que ofrecerle algún tipo de suplemento vegetal si es que no hay plantas naturales a su disposición.

## Comportamiento
En líneas generales, son pacíficos e ignorarán al resto de los peces, sin embargo, los machos son muy territoriales y se perseguirán entre sí por el dominio de las hembras. A veces pueden tornarse molestos con peces heterogéneres si el tamaño del acuario es pequeño, o si hay más de un macho. Se aconseja uno cada tres o cuatro hembras.

## Acuario apropiado
De 120 L o más. Bien oxigenado y con plantación periférica. pH de 6.5º a 7.5º, dureza entre 15 y 30 dGH.

## Reproducción
Muy fácil. Esta especie es ideal para el acuarista que desee experimentar rápidamente en el campo de la reproducción, sin demasiadas complicaciones y de manera sencilla. Estos peces son ovovivíparos, es decir que los huevos son incubados dentro de la hembra. El macho los fertiliza a través del gonopodio, introduciendo el espermatóforo, del cual la hembra podrá utilizar una parte y reservar otra para varias fertilizaciones posteriores.
El período de incubación será de 4 a 6 semanas aproximadamente, dependiendo de la alimentación, temperatura, luminosidad, etc., luego del cual nacerán los alevines ya formados. Es normal ver a los padres tratando de comerse las crías, por lo cual deberán tomarse los recaudos necesarios, como disponer de abundantes plantas y escondites, algún tipo de malla que permita pasar a los alevines hacia abajo, o la clásica "madre cría" ( pequeño recipiente de plástico flotante con una rejilla en el punto medio, dentro del cual se coloca a la hembra cuando está a punto de parir ). A los recién nacidos se les podrá suministrar directamente naupilos de artemia. Son de crecimiento relativamente lento: entre 9 meses y un año en llegar a la adultez.

## Expectativa de vida
Dependiendo de las condiciones del acuario donde viva, aproximadamente de 3 a 4 años.

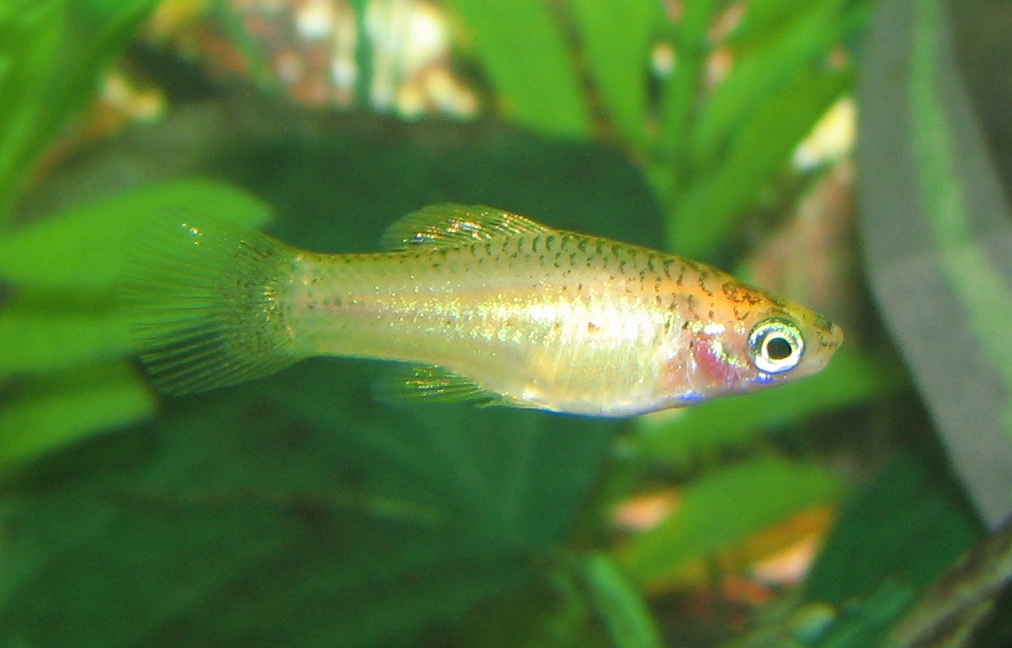
hembra
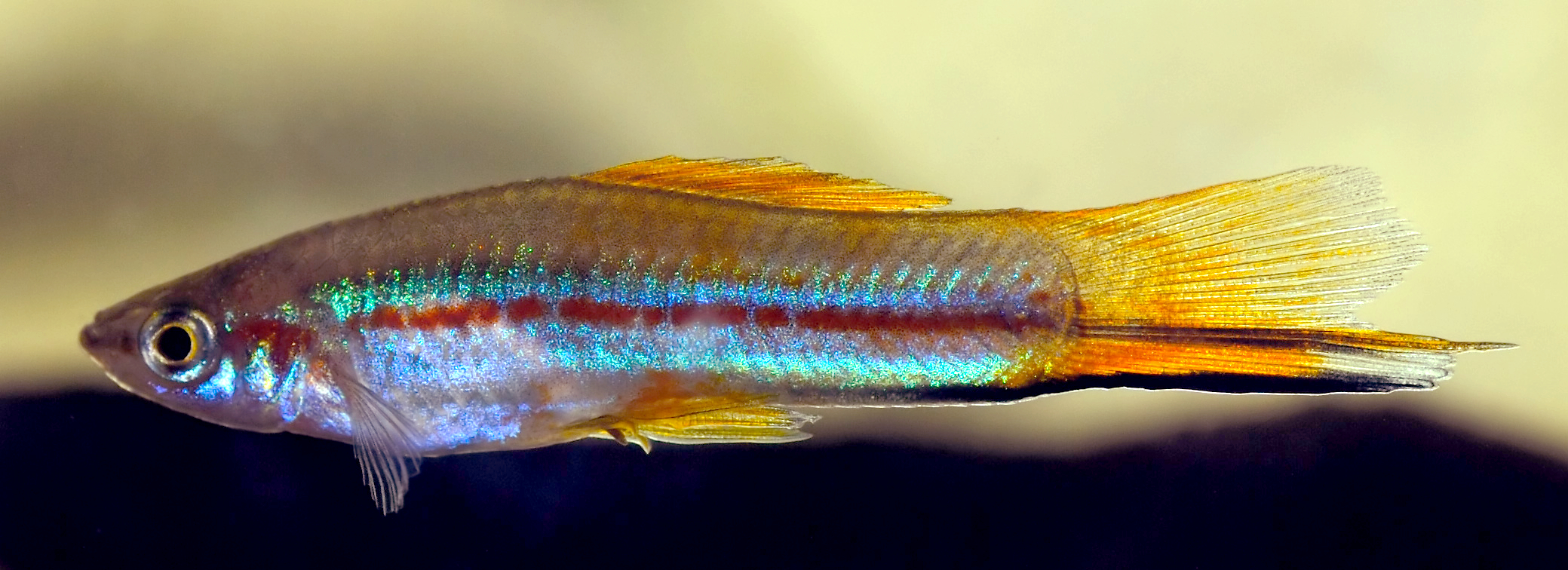
macho